# Polycephalomyces tomentosus
Polycephalomyces tomentosus är en svampart som först beskrevs av Heinrich Adolph Schrader, och fick sitt nu gällande namn av Seifert 1985. Polycephalomyces tomentosus ingår i släktet Polycephalomyces och familjen Ophiocordycipitaceae.   Inga underarter finns listade i Catalogue of Life.
I den svenska databasen Dyntaxa används istället namnet Blistum tomentosum för samma taxon.  Arten är reproducerande i Sverige.